# Protacanthopterygii
Protacanthopterygii é uma superordem da classe Actinopterygii.

## Ordens
Está dividida nas seguintes ordens:
- Ordem Salmoniformes
- Ordem Esociformes
- Ordem Osmeriformes